# DR Zero

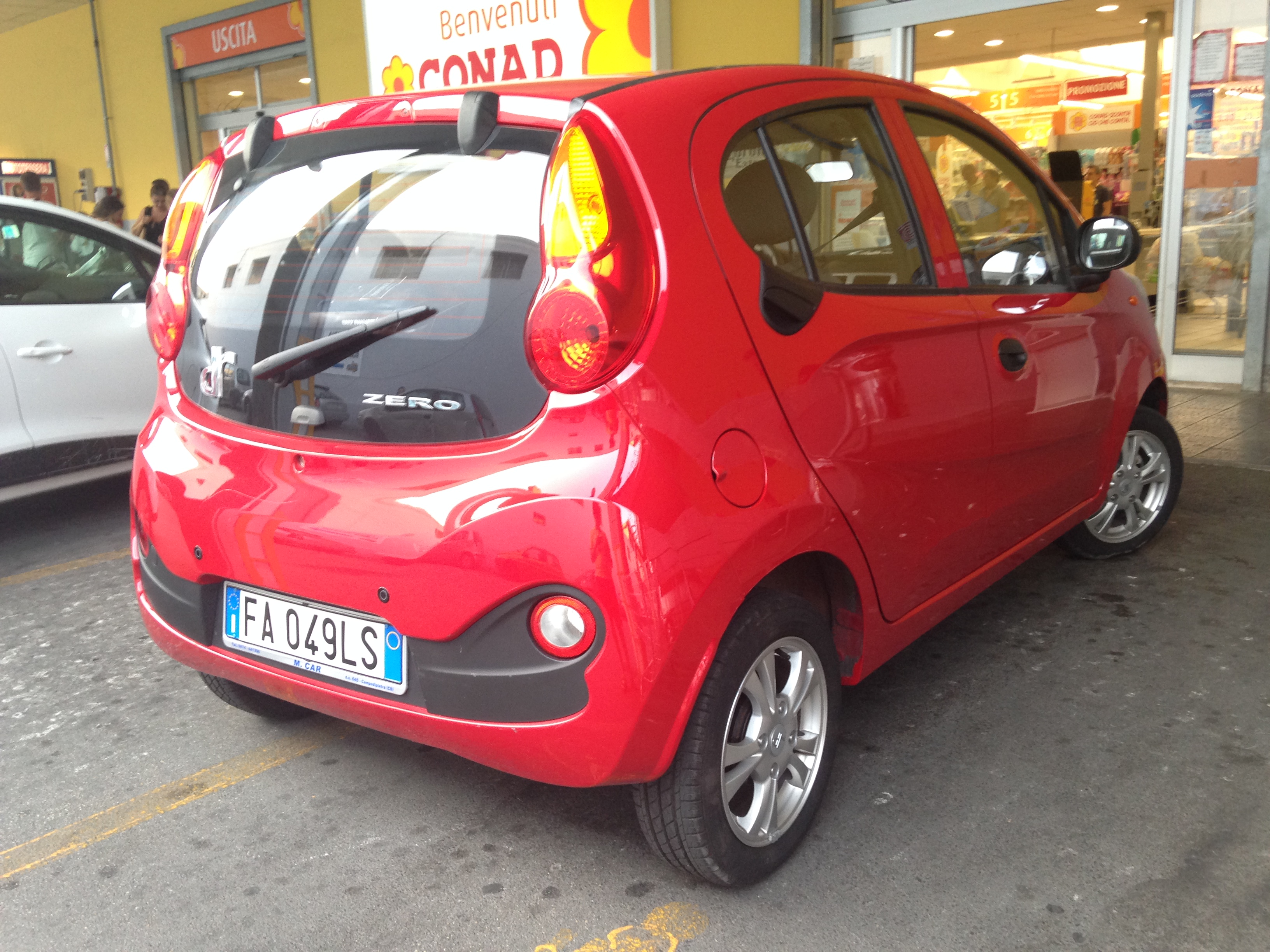
Heckansicht

Der DR Zero ist ein Kleinstwagen des italienischen Automobilherstellers DR Automobiles, der auf dem seit 2013 gebauten Chery QQ basiert und den DR 1 ersetzte. Gebaut wurde das Fahrzeug zwischen 2015 und 2019 für den italienischen Markt in Macchia d’Isernia. Insgesamt 1933 Fahrzeuge konnten verkauft werden. Der Einstiegspreis betrug 7.980 Euro.
Auch der 51 kW (69 PS) starke Einliter-Ottomotor stammt aus dem Chery QQ. Dieser lässt sich gegen einen Aufpreis auch mit Autogas betreiben.

## Technische Daten
|                                             | DR Zero               |
| Bauzeitraum                                 | 2015–2019             |
| Motorkenndaten                              |                       |
| Motortyp                                    | R3-Ottomotor          |
| Hubraum                                     | 998 cm³               |
| max. Leistung bei min−1                     | 51 kW (69 PS) / 6000  |
| max. Drehmoment bei min−1                   | 93 Nm / 3500–4500     |
| Kraftübertragung                            |                       |
| Antrieb                                     | Vorderradantrieb      |
| Getriebe, serienmäßig                       | 5-Gang-Schaltgetriebe |
| Messwerte                                   |                       |
| Höchstgeschwindigkeit                       | 150 km/h              |
| Beschleunigung, 0–100 km/h                  | 13,5 s                |
| Kraftstoffverbrauch auf 100 km (kombiniert) | 4,8 l Super           |
| CO2-Emissionen (kombiniert)                 | 112 g/km              |
| Leergewicht                                 | 945 kg                |
| Tankinhalt                                  | 35 l                  |